# Grace Mera Molisa
Grace Mera Molisa (Ambae, 17 février 1946- Port-Vila, 4 janvier 2002) était une activiste politique et poétesse vanuatuanne. 
Elle fut la première femme avec un diplôme universitaire de son pays à l'Université du Pacifique sud en 1977. Elle était anglicane et parlait cinq langues.
Elle était un personnage très important pendant l'indépendance de son pays en 1979.
Son mari, Sela Molisa, était un camarade politique et elle fut la porte-parole du premier ministre Walter Lini de 1987 à 1991.

## Œuvres
- Blackstone, 1983
- Colonised People: Poems, 1987
- Pasifik paradaes, en bislama, 1995
- Remembrance of Pacific Pasts: An Invitation to Remake History, 2000